# Southern University

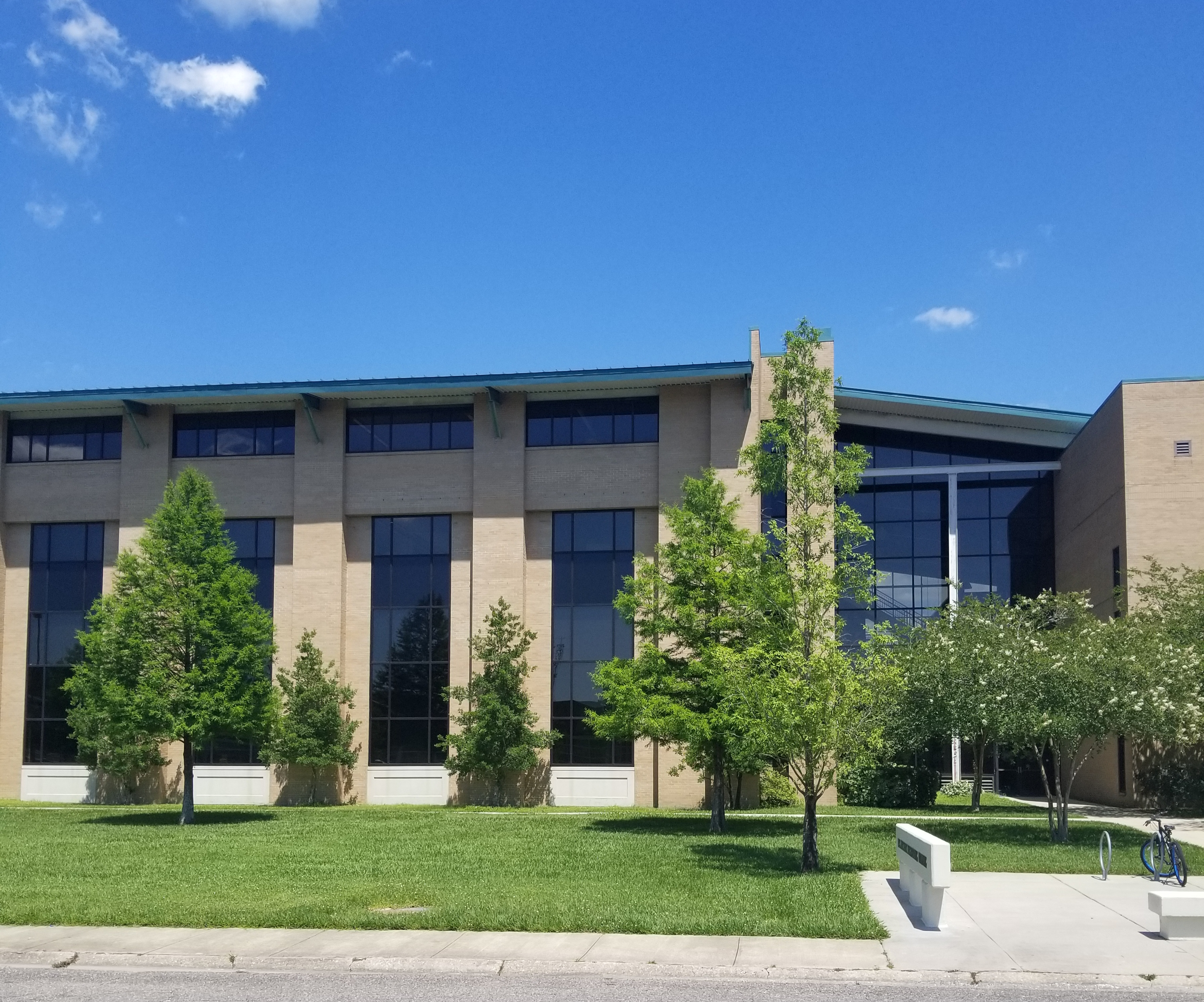
Edifício de engenharia da Southern University nos Estados Unidos.

Southern University and A&M College é uma universidade particular  historicamente negra estadunidense, fundada em 1 de abril de 1880 em Baton Rouge, Louisiana.